# Штейнберг, Генрих Владимирович
Генрих Владимирович Штейнберг (14 января 1900, Сороки, Бессарабская губерния — 25 января 1973, Ленинград) — советский военачальник, инженер-контр-адмирал (1945), участник Гражданской и Великой Отечественной войн.
С октября 1925 по сентябрь 1927 года был первым командующим Севастопольской 305-мм башенной батареей № 35 в составе 6-го крепостного артиллерийского полка. С 1940 по 1947 год — заместитель начальника Военно-морской инженерной академии. С 1956 года — первый заместитель начальника Военно-морской академии кораблестроения и вооружения имени А. Н. Крылова.

## Биография
Родился в Сороках Бессарабской губернии, там же окончил еврейскую гимназию и работал в ней учителем.
В Красной армии с 1918 года; с 1922 года — в Военно-морском флоте. Окончил 3-и Одесские советские командные артиллерийские курсы и курсантскую батарею Одесских артиллерийских курсов Южного фронта (май—октябрь 1919), Киевские артиллерийские командные курсы и лёгкую батарею киевских бригад Южного фронта (май 1920 — февраль 1921), Одесские курсы тяжёлой артиллерии (февраль 1921 — февраль 1922), артиллерийские курсы усовершенствования командного состава в Детском Селе (октябрь 1924 — октябрь 1925), класс береговой артиллерии Специальных курсов комсостава ВМС РККА (ноябрь 1927 — ноябрь 1928), артиллерийскую группу факультета военно-морского оружия Военно-морской академии имени К. Е. Ворошилова (октябрь 1930 — апрель 1934).
В годы Гражданской войны воевал на Южном фронте против войск генерала П. Н. Врангеля, отрядов Н. И. Махно (1919—1921) в качестве красноармейца в составе 1-го Бессарабского полка Южной группы Украинского фронта (сентябрь 1918 — май 1919), затем начальника разведки артдивизиона 123-й бригады Польского фронта (октябрь 1919 — май 1920). Командир 7-й, 10-й, затем 8-й батареи крепости Севастополь (февраль 1922 — октябрь 1924; октябрь 1925 — ноябрь 1927), командир отдельной 12-й батареи 6-го артиллерийского полка крепости Севастополь, помощник начальника оперативной части штаба Береговой обороны Морских сил Чёрного моря (БО МСЧМ, ноябрь 1928 — октябрь 1930). Адъюнкт (апрель 1934 — май 1936), руководитель цикла (май 1936 — ноябрь 1937), начальник артиллерийского факультета (ноябрь 1937 — июнь 1938), доцент (июнь—август 1938), начальник артиллерийского факультета (август 1938 — апрель 1940), одновременно доцент кафедры тактических свойств оружия (июль 1939 — апрель 1940), заместитель начальника Военно-морской инженерно-технической академии (апрель 1940 — октябрь 1941).
Начальник Военно-морской академии имени К. Е. Ворошилова (октябрь 1941 — август 1942), заместитель начальника академии по НУР (август 1942 — ноябрь 1944). Руководил научно-исследовательской работой академии, в том числе по темам: «Огневое содействие флангу сухопутной армии», «Маскировка на море», «Строительная механика корабля», «Методы бомбометания по кораблям флота с пикирования», «Тактика ВВС ВМФ», «Боевое использование корабельной артиллерии», а также первой научной конференцией, посвящённой изучению опыта военных действий на море (февраль 1942). Провёл передислокацию академии из Астрахани в Самарканд.
Заместитель начальника Академии кораблестроения и вооружения ВМФ (ноябрь 1944 — май 1945), заместитель начальника Военно-морской академии имени К. Е. Ворошилова (май—сентябрь 1945), Военно-морской академии кораблестроения и вооружения имени А. Н. Крылова по НУР (сентябрь 1945 — май 1947). Старший преподаватель кафедры тактических свойств боевых средств (май 1947 — май 1948), начальник той же кафедры (май 1948 — май 1950), начальник учебного отдела (май 1950 — март 1956), заместитель начальника Военно-морской академии кораблестроения и вооружения имени А. Н. Крылова по УР (март 1956 — март 1959).
С 21 марта 1959 года — в запасе. Похоронен на кладбище Памяти жертв 9-го января.

## Награды
- Орден Ленина (1945) [9];
- Орден Красного Знамени (1944) [10];
- Орден Красного Знамени (1949);
- Орден Отечественной войны II степени (1944) [11];;
- Медаль «XX лет Рабоче-Крестьянской Красной Армии» [12];
- Медаль «За оборону Ленинграда» [12];
- медаль «За победу над Германией в Великой Отечественной войне 1941—1945 гг.» (1945);
- и другие медали.
- Именное оружие (1959).